# Jiří Shrbený
Jiří Shrbený (* 25. dubna 1950) je český podnikatel.

## Život
V osmdesátých letech by odsouzen na šest let nepodmíněně.
V březnu 1991 založil s Vladimírem Janečkem společnost DIONE. 23. května 1991 Janeček zahynul při autonehodě v pražské ulici V Holešovičkách. 17. června 1991 Shrbený založil společnost DIONEX, 1. října 1991 se jeho společníkem stal František Mrázek. Společnost DIONEX si od Banky Bohemia půjčila 27 milionů korun, prvních 23 milionů vybral v prosinci 1991 Mrázek v hotovosti. 31. ledna 1992 uzavřela společnost DIONEX s Pragobankou úvěrovou smlouvu na 86 milionů korun.
V únoru 1993 založil s Františkem Mrázkem společnost Eggenberg. V roce 1995 se stal členem představenstva nově založené akciové společnosti Pivovar Eggenberg, která byla vlastníkem stejnojmenného pivovaru v Českém Krumlově. Od 2. května 2002 působil v této společnosti jako předseda představenstva.
V roce 2017 byl pravomocně odsouzen za dotační podvod na pět let vězení.